# Hot Brown
L'Hot Brown, anche noto come Louisville Hot Brown o Kentucky Hot Brown, è un piatto statunitense.

## Storia
L'Hot Brown venne ideato nel 1926 presso il Brown Hotel di Louisville (Kentucky) da Fred K. Schmidt, che aveva fondato tale albergo tre anni prima. Esso era un pane da toast contenente fette di tacchino (un alimento all'epoca raro nelle tavole americane all'infuori delle festività), salsa Mornay, una spolverata di Parmesan cheese, peperoncino, e strisce di pancetta che veniva infine cotto al forno. Secondo le intenzioni di Schmidt, l'Hot Brown doveva essere una valida alternativa ai pasti di tarda sera a base di pancetta e uova che vengono consumati negli USA. L'Hot Brown ebbe grande successo presso l'hotel, e il 95% dei clienti che giungevano sul posto lo ordinavano. Il panino non venne servito fra il 1971 e il 1985 presso il suo luogo d'origine in quanto, durante quel periodo, l'albergo fu temporaneamente inattivo. L'Hot Brown è la più apprezzata specialità di Louisville, ed è popolare in tutto il Kentucky.

## Caratteristiche
L'Hot Brown è una tartina con petto di tacchino, salsa Mornay di cheddar, formaggio fuso a fette o crema di formaggio, e altri ingredienti che possono essere prosciutto, pancetta, pomodori, e funghi a fette. Il piatto viene generalmente cotto al forno o alla griglia fino a quando il pane diviene croccante e la salsa inizia a rosolare.

## Alimenti simili
Un piatto simile all'Hot Brown è il Welsh rarebit gallese, che è insaporito con il formaggio cheshire e la birra.
Il raro e simile cold Brown si prepara usando del pane di segale e un companatico di pollo o tacchino, uova sode, lattuga, pomodoro, e salsa Thousand Island.
Il Prosperity sandwich è un piatto nato nel Mayfair Hotel di Saint Louis durante gli anni 1920. A causa della sua somiglianza con il sandwich di Louisville, il Prosperity sandwich viene anch'esso chiamato "Hot Brown".
Altro cibo simile all'Hot Brown è il Turkey Devonshire, originario di Pittsburgh, in Pennsylvania. Le prime testimonianze di questo alimento risalgono agli anni 1930.